# 基奧喬特-丘耶利湖
75°24′58.34″N 140°14′49.56″E / 75.4162056°N 140.2471000°E
基奧喬特-丘耶利湖（俄语：Кётёт-Кюель），是俄羅斯的湖泊，位於該國東部薩哈共和國，由布倫斯基區負責管轄，長3.6公里、寬2.3公里，面積5.7平方公里，海拔高度8米，湖岸線長度14公里。